# Мозговий Микола Петрович
Мико́ла Петро́вич Мозгови́й (1 вересня 1947, Сарнів, Волочиський район, Хмельницька область, Українська РСР, СРСР — 30 липня 2010, с. Кийлів, Бориспільський район, Київська область, Україна) — український естрадний співак, композитор-пісняр, народний артист України (1993), заслужений артист України, кавалер ордена князя Ярослава Мудрого.

## Біографія
Народився 1 вересня 1947 в селі Сарнів Волочиського району Хмельницької області.
З 1962 по 1966 навчався в Чернівецькому музичному училищі імені Сидора Воробкевича. У 1969 році вступив до Харківського юридичного інституту, який кинув у 1973 році, бо з 1971 по 1973 рік навчався в Республіканській студії естрадно-циркового мистецтва в м. Києві, де працював співаком у ресторані «Метро».
Вчився в Київській державній консерваторії ім. Петра Чайковського в класі Костянтина Огнєвого по фаху «сольний спів».
У 1971—1994 роках працював солістом «Укрконцерту». У 1974—1975 — художній керівник ВІА «Беркут» (Івано-Франківськ).
Двічі займав друге місце на конкурсі виконавців пісень соцкраїн в Ялті в 1979 та в 1981 роках.
Написав чимало пісень, віршів, які стали популярними. Через суперечки з керівником «Укрконцерту» Борисом Шарварком не був прийнятий до Спілки композиторів. У 1986 році зібрав та очолив власний гурт «Вересень», з яким і гастролював.
У 1986 році удостоєний почесного звання «Заслужений артист України».
Якийсь час був референтом ЦК ЛКСМУ з питань культури, потім працював парторгом «Укрконцерту». З 1991 член СПУ, а з 2001 по 2007 член партії «Справедливість».
У 1991 році покинув сцену та зайнявся менеджментом у шоу-бізнесі.
З 1993 очолював Український мистецький фонд імені В. Івасюка. Був засновником і незмінним головою журі міжнародного телевізійного фестивалю «Пісня буде поміж нас», фестивалю сучасної української пісні ім. Володимира Івасюка (м. Чернівці) та фестивалю «Море друзів» (м. Ялта), в межах яких проводяться конкурси молодих виконавців сучасної естрадної пісні.

Могила Миколи Мозгового, Байкове кладовище

З 1994 по 1999 — директор і художній керівник Українського державного театру пісні.
З 1999 — завідувач кафедрою теорії та методики постановки голосу Інституту мистецтв Національного педагогічного університету ім. Михайла Драгоманова, професор (2004).
З березня 2005 працював генеральним директором-художнім керівником Національного палацу мистецтв «Україна».
У 2007 році захистив дисертацію на тему: «Становлення і тенденції розвитку української естрадної пісні» та здобув науковий ступінь кандидата мистецтвознавства.
Помер на 63-му році життя 30 липня 2010 року у власному домі в селі Кийлів Бориспільського району. Похований у Києві на Байковому кладовищі (ділянка № 49а, 50°24′59.2″ пн. ш. 30°30′5.3″ сх. д. / 50.416444° пн. ш. 30.501472° сх. д.).

### Родина
Дочка — Олена, для якої написав кілька пісень («Білі лілеї», «Ти згадай», «Матіола», тощо), бо сподівався, що вона стане співачкою. Якийсь час Олена була дружиною співака Олександра Пономарьова. Онучки — Зоя та Женя.

## Творчий доробок
Автор пісень на слова українських поетів:
- «Зачаруй нас, любов» (сл. В. Герасимова)
- «Минає день, минає ніч» (сл. Ю. Рибчинського)
- «На щастя, на долю» (сл. М. Ткача)
- «Серце скрипки» (сл. В. Герасимова)
- «Тополиний край» (муз. І. Поповича, сл. В. Крищенка)

Пісні на власні слова:
- «Край, мій рідний край»
- «Моя перша любов»
- «Спомин»
- «Горянка»
- «Вперше»
- «Ти пригадай»

## Відзнаки
У 1993 за великий особистий внесок у розвиток і збагачення української культури, високу професійну майстерність Мозгового М. П. удостоєний звання «Народний артист України».

## Пам'ять
Щороку по смерті Миколи Мозгового за сприяння його дочки Олени проходять вечори пам'яті, на яких у виконанні сучасних артистів звучать його пісні.
2012 року Хмельницькій дитячій музичній школі присвоєно ім'я Миколи Мозгового.
18 січня 2024 року київському скверу між вулицями Бастіонна та Михайла Бойчука присвоєно ім'я Миколи Мозгового.